# Кинтана, Виктор
Виктор Кинтана (исп. Victor Quintana; 17 апреля 1976, Сан-Мигель, Мисьонес) — парагвайский футболист, выступавший на позиции полузащитника.

## Биография
Виктор Кинтана родился в южном департаменте Мисьонес и начинал карьеру футболиста в клубе «Сан-Мигель». В 1998 году впервые попал в асунсьонскую «Олимпию», однако в полной мере сумел проявить себя в команде в 2000 году, сыграв 28 матчей и забив 1 гол в первенстве Парагвая, которое выиграл его клуб. В следующем году Кинтана сыграл за Олимпию не полный сезон, после чего перешёл в «Порту», однако в Европе он сыграл всего лишь один матч (70 минут во втором квалификационном раунде Лиги чемпионов против клуба «Барри Таун»), в дальнейшем выступал лишь за вторую клубную команду. Концовку сезона Кинтана заканчивал в «Олимпии» — и это совпало с третьей победой клуба в Кубке Либертадорес. После данного триумфа Виктор, успевший получить прозвище «Зверь» за самоотверженную игру, перешёл в бразильский «Крузейро».
В последующие годы Кинтана ещё трижды возвращался в «Олимпию», после переходов в португальский «Морейренсе», а также асунсьонский «Насьональ». Кинтана был одним из лидеров «Олимпии» в 2006 году, но больше трофеев с этой командой не завоёвывал. Завершил карьеру футболиста в «Спортиво Лукеньо» в 2008 году.
Виктор Кинтана выступал за сборную Парагвая в 1999—2003 годах. В её составе он участвовал в 12 отборочных матчах к чемпионату мира 2002 года, но на сам турнир в Японии и Корее не поехал.

## Титулы и достижения
- Чемпион Парагвая (3): 1998, 1999, 2000
- Победитель Кубка Либертадорес (1): 2002